# Гербурт, Ян Щенсный

Герб Гербуртов

Ян Феликс (Щенсный) Гербурт (пол. Jan Szczęsny Herburt, 12 января 1567 г. — 31 декабря 1616 г., Добромиль) — политический и литературный деятель Речи Посполитой, староста Добромильский, Мостиский и Вишенский, королевский секретарь, публицист, издатель, член Сейма (парламента).

## Биография
Ян Щенсный Гербурт происходил из магнатского рода (герба Гербуртов). Был сыном Яна Гербурта — польского историка, гуманиста, писателя, дипломата, юриста, кастеляна Саноцкого, старосты Пшемысльского и Саноцкого (1572, 1573).
Ян Щенсный принимал участие в дипломатических миссиях в Швецию, Англию, Ватикан, Оттоманскую империю.
В 1607 году между королём Сигизмундом III Вазой и шляхтой состоялся конфликт по поводу внешней политики Речи Посполитой (войны со Швецией), а также из-за вопросов внутренней политики, направленной против абсолютистской, прогасбургской политики польского короля. Ян Феликс возглавлял группу Рокоша Зебжидовского, которая выступала против политики короля. Был арестован сторонниками Сигизмунда III и заключен в тюрьму. Находился в заключении с 1607 до 1609 гг.
Будучи в краковской королевской тюрьме, он написал на латинском языке сочинение, посвящённое борьбе запорожских казаков против татар «Victoriae Kozakorum de tartaris Tauricanis in anno 1608 narratio». После освобождения Ян Щенсный Гербурт по приказу властей поселился в Добромиле без права выезда.

## Деятельность
Во время Контрреформации у него, как издателя, часто возникали проблемы с королевской цензурой. Ян Щенсный был автором многих политических сочинений, выступая в защиту православия, написал «Слово про русский народ» (1613). Занимался строительством церквей, например, в г. Мостиска (1611). Сочинял песни на русинском языке. Сам себя называл русином.
Был владельцем Добромильского замка и города Добромиль в Галичине. В 1611 году сюда по его приглашению прибыл из Кракова известный печатник Ян Шелига, который организовал в пригородном селе Боневичах типографию, в которой были напечатаны 6 томов «Annales seu cronicae incliti Regni Poloniae», или «Хроник» польского историка Яна Длугоша, произведения летописца Винцентия Кадлубка, а также сочинения самого Яна Щенсного.
В 1614 году Ян Щенсный Гербурт расширил и обновил высокий добромильский замок Гербуртов, сделав его неприступной крепостью.
Ян Феликс Гербурт основал Василианский монастырь недалеко от Добромиля, завещав после смерти разобрать свой замок на нужды обители.
Умер в 1616 году.
Политическая деятельность Яна Щенсного Гербурта привела хозяйство Добромиля к упадку, за что он позже был назван историками «ученым скандалистом».
После его смерти наследники были вынуждены для погашения долгов продать замок, две солеварни, 10 сёл вместе с крепостными, корчму, 700 гектаров земельных угодий и леса и пр.

## Сочинения
- «Слово про руський народ»
- «Dialog o obronie Ukrainy», W. Kicki,
- «Wizerunk utrapioney Rzeczypospolitey»
- «О przyjaźniach i przyjaciołach»
- «Zdanie o narodzie ruskim»
- «Victoriae Kozakorum de tartaris Tauricanis in anno 1608 narratio»

## Источник
- Ян Щасный Гербурт
- Енциклопедія українознавства